# Ácido antraceno-1-sulfônico
'Ácido antraceno-1-sulfônico, ácido 1-antracenossulfônico ou ácido α-antracenossulfônico é um composto orgânico de fórmula química C14H10O3S, de massa molecular 258,3. É classificado com o número CAS 15100-52-4. É o homólogo do ácido naftaleno-1-sulfônico, sendo o derivado ácido sulfônico do antraceno. É comercializado na forma de seu sal de sódio, o antraceno-1-sulfonato de sódio, de fórmula C14H10O3S·Na, classificado com o número CAS 32058-88-1, Mol File 32058-88-1.mol e CBNumber CB92161380.